# Johannes Reinier Smalt
Johannes Reinier (J.R.) Smalt (Rotterdam, 13 mei 1821 – Rotterdam, 6 oktober 1890) was een Nederlands commissionair in graan en liefhebber van muziek in de 19e eeuw.
Hij was zoon van kantoorvoerende (boekhouder) Arij Smalt en Catharina Magdalena Hargrouves. Broer Abraham Samuel Smalt (1852-1930) werd eveneens handelaar en amateurkunstenaar, maar dan op het gebied van schilderen; Museum Rotterdam heeft onder meer een werk van hem. Zelf was hij in 1948 getrouwd met Hermina Francina Maria van Hengelaar. Er volgde een hele ris kinderen; Van Hengelaar stierf in het kraambed van nummer elf (1863). Zoon Willem Smalt zou voor wat muziek in de voetsporen treden van zijn, was handelaar in kaas en later journalist. J.R. Smalt werd begraven in een familiegraf in Hillegersberg.
Hij verdiende zijn geld binnen de graanhandel, maar kreeg onder invloed van zijn vrouw, die goed kon zingen en al snel na hun huwelijk een piano kocht, belangstelling voor muziek.
Op muzikaal gebied stond hij bekend als "vaardig pianist" en "uitstekend begeleider". Zijn inbreng in de klassieke muziek in Rotterdam lag voornamelijk op organisatorisch vlak. Hij was vanaf 1850 jarenlang secretaris bij de Maatschappij tot Bevordering der Toonkunst, afdeling Rotterdam en was als zodanig betrokken bij een driedaags muziekfeest ter gelegenheid van 25 jaar van die maatschappij. Voorzitter van het begeleidend comité was burgemeester Johan Frederic Hoffmann. Hij was in zijn functie ook stimulator achter de Muziekschool van MtBdT. Voorts was hij concertorganisator van het orkest "Eruditio Musica" en "Kamermuziek-Vereeniging". Tevens was hij muziekrecensent bij het Rotterdamsch Nieuwsblad. Door zijn organiserend vermogen (kunde en geld) wist hij vermaarde musici naar een relatief klein Rotterdam te halen. Het verhaal gaat dat zijn hobby er toe leidde dat de eerste complete uitvoering van de Matthäus-Passion van Johann Sebastian Bach in Nederland in Rotterdam plaatsvond onder leiding van Woldemar Bargiel (aldus Caecilia in 1890).
Hij had uitgebreide kennis van muzikale literatuur etc. Hij was mede-oprichter van de Duitse Opera in zijn geboortestad. Hij was bevriend met Jan Pieter Heije, de president van de Maatschappij tot Bevordering der Toonkunst Nederland.